# مسدس الرادار

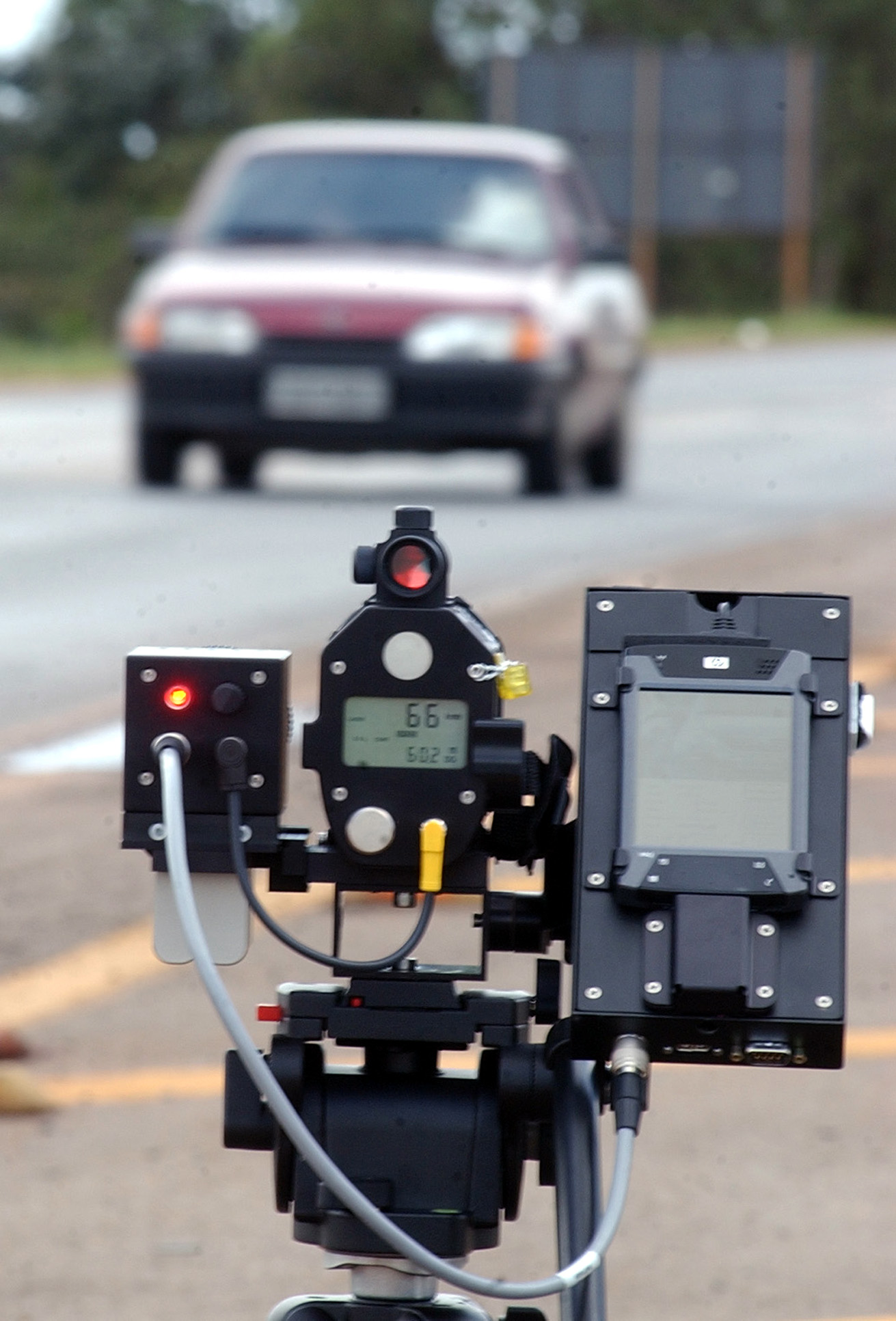
مسدس رادار يستخدم في البرازيل

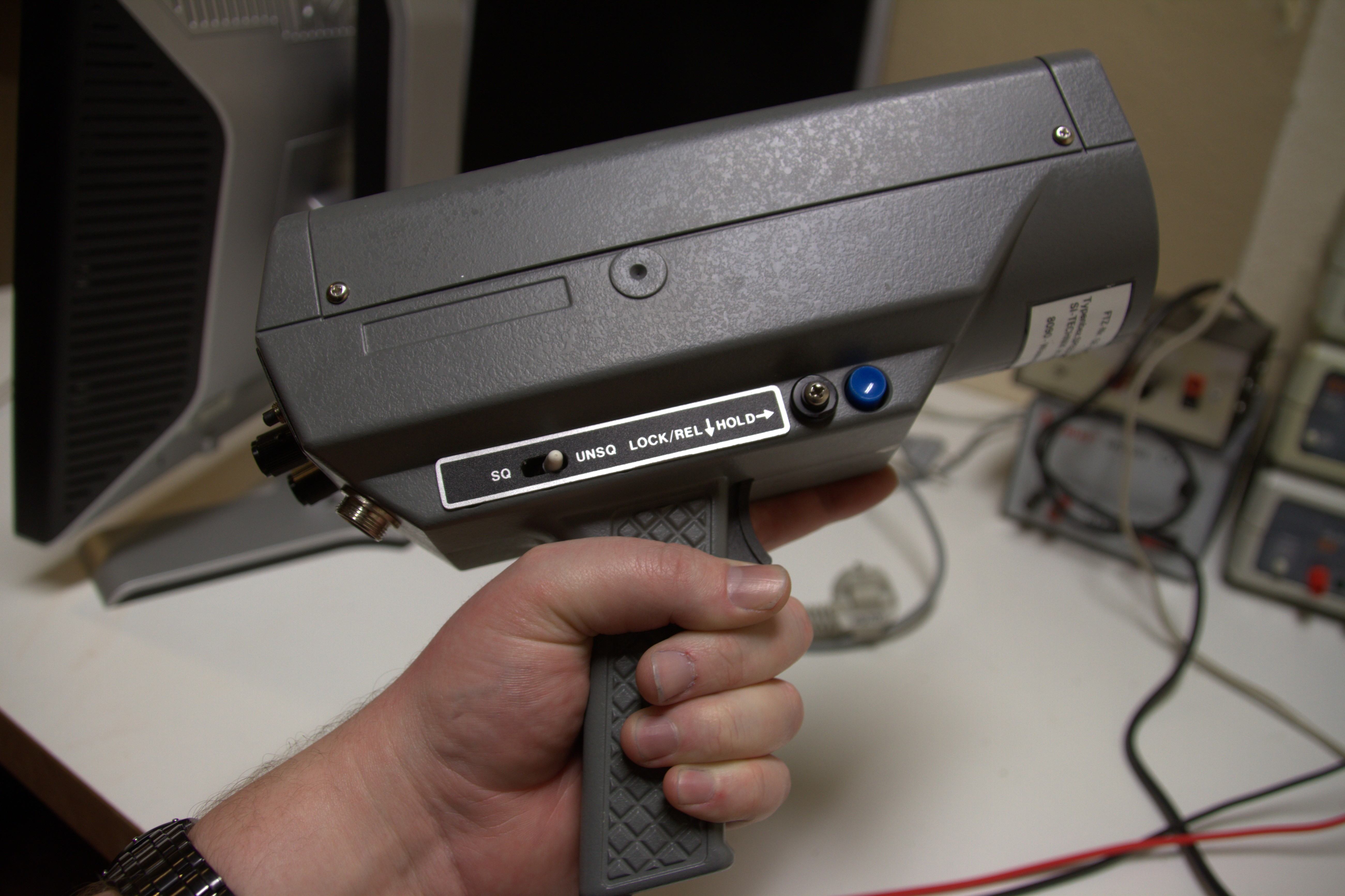
مسدس رادار محمول باليد

مسدس الرادار أو مسدس السرعة هو جهاز يستخدم لقياس سرعة الأجسام المتحركة، ويستخدم إما في تطبيق القانون أو في مهنة التحليل الرياضي مثل قياس سرعة اللاعب أو سرعة كرة القدم أو سرعة كرة القاعدة أو سرعة كرة التنس. 

ومسدس الرادار هو نوع من أنواع رادارات دوبلر التي تستخدم تأثير دوبلر لقياس سرعة الأهداف التي تكشفها التغطية الاتجاهية للهوائية. يزيد تأثير دوبلر أو ينقص من التردد المستقبل اعتمادا على السرعة الشعاعية للهدف (منفتحة أو منغلقة) في الحزمة، مما يسمح بقياس سرعة الهدف بكيفية مباشرة وعالية الدقة. وتختلف أحجام هذا المسدس فيوجد المسدس المحمول أو المثبت على السيارة أو المثبت في الشارع.

## التاريخ
قام كل من جون لي بيكر الأب وبن مدلوك بصناعة أول مسدس رادار حيث قاما بتطوير رادار الجيش خلال الحرب العالمية الثانية.وقد استخدمت شركة غرومان هذة التقنية لفحص مشكله كونسوليديتد بي بي واي كاتالينا. وقد قام كل من بيكر ومدلوك بصناعة المسدس من علب القهوة بها رقائق تستطيع إرسال إشارات ميكروويف. 

وبعد انتهاء الحرب العالمية الثانية تم اختبار هذا المسدس على طريق ميريت باركواي.
وفي عام 1947، تم اختبار هذة التقنية بواسطة شرطة ولاية كونيتيكت، وبدأ استعماله في عمليات المسح المروري، وإصدار تحذيرات للسائقين بشأن السرعات العالية.

وفي بداية فبراير 1949، أقرت شرطة الولاية غرامات على السيارات التي تتجاوز سرعتها السرعة القانونية.

وفي عام 1948، تم استخدام هذة التقنية في غاردين سيتي في نيويورك.

## أوضاع التشغيل

### تأثير دوبلر
يتكون مسدس الرادار مثله مثل أي رادار يتكون من جهاز إرسال وجهاز استقبال. يقوم بإرسال حزمة من الإشارات في نطاق ضيق ثم تقوم باستقبالها مرة أخرى بعد اصطدامها بالجسم المراد قياس سرعته، وتسمي هذة الظاهرة بظاهرة دوبلر (تأثير دوبلر أو ظاهرة دوبلر هو تغير ظاهري للتردد أو الطول الموجي للأمواج عندما ترصد من قبل مراقب متحرك بالنسبة للمصدر الموجي). 

عند إرسال الموجات تجاه أحد الأجسام المتحركة سواء كانت تقترب أو تبتعد، تنعكس الموجات بتردد مختلف عن التردد الأصلي، وهذا الاختلاف يتم استخدامه في قياس سرعة الجسم عن طريق المعادلة التالية: 

{\displaystyle {v}={\frac {\Delta f}{f}}{\frac {c}{2}}\,}
حيث: 

c هي سرعة الضوء. 

f هو التردد المرسل. 

Δf هو الاختلاف بين التردد المرسل والمستقبل. 

ومن المعادلة نجد أن السرعة تتناسب طرديا مع الاختلاف في التردد.

### الرادار الثابت
هذا النوع يقيس سرعة الجسم المتحرك بالنسبة لجسم الرادار لذلك يجب أن يكون ثابت ليعطي قراءات صحيحة. فهو يعتمد على مقارنة الموجات المنعكسة من الجسم المتحرك مع الموجات الأصلية الصادرة من جسم الرادار.

فإذا كان الرادار على سيارة متحركة فإن القراءة ستكون الفرق بين سرعة السيارتين. وليست سرعة السيارة المراد تحديدها. ولذلك تم تصميم نوع جديد من الرادارات يمكنة العمل من سيارة متحركة.

### الرادار المتحرك
يتميز الرادار المتحرك عن الرادار الثابت بانه يقارن الفرق بين الإشارة المنعكسة من السيارة المراد تحديد سرعتها مع الإشارات المنعكسة من الأجسام الثابتة في الطريق مثل سطح الطريق، إشارات المرور في الطريق، أعمدة الإنارة. بدلا من مقارن الإشارة المنعكسة من السيارة المطلوب تحديد سرعتها بالموجات الصادرة من الرادار.

### معايير التصميم
يوجد العديد من أنواع مسدسات الرادار مثل:
- X : ومداه من 8 إلي 12 جيجاهرتز، وأصبح إستخدامه نادرا لأنه يرسل إشارات قوية يمكن كشفها بسهولة.
- K : ومداه من 18 إلي 27 جيجاهرتز.
- Ka : ومداه من 27 إلي 40 جيجاهرتز، وهو الرادار الأكثر إستخداما من قبل رجال تطبيق القانون.

وقد قام العديد من سائقي السيارات بتركيب كاشف الرادار لتحذيرهم من وجود فخاخ سرعة في الطريق. وتعتبر هذة الكاشفات غير قانونية في بعض الأماكن.

## القيود

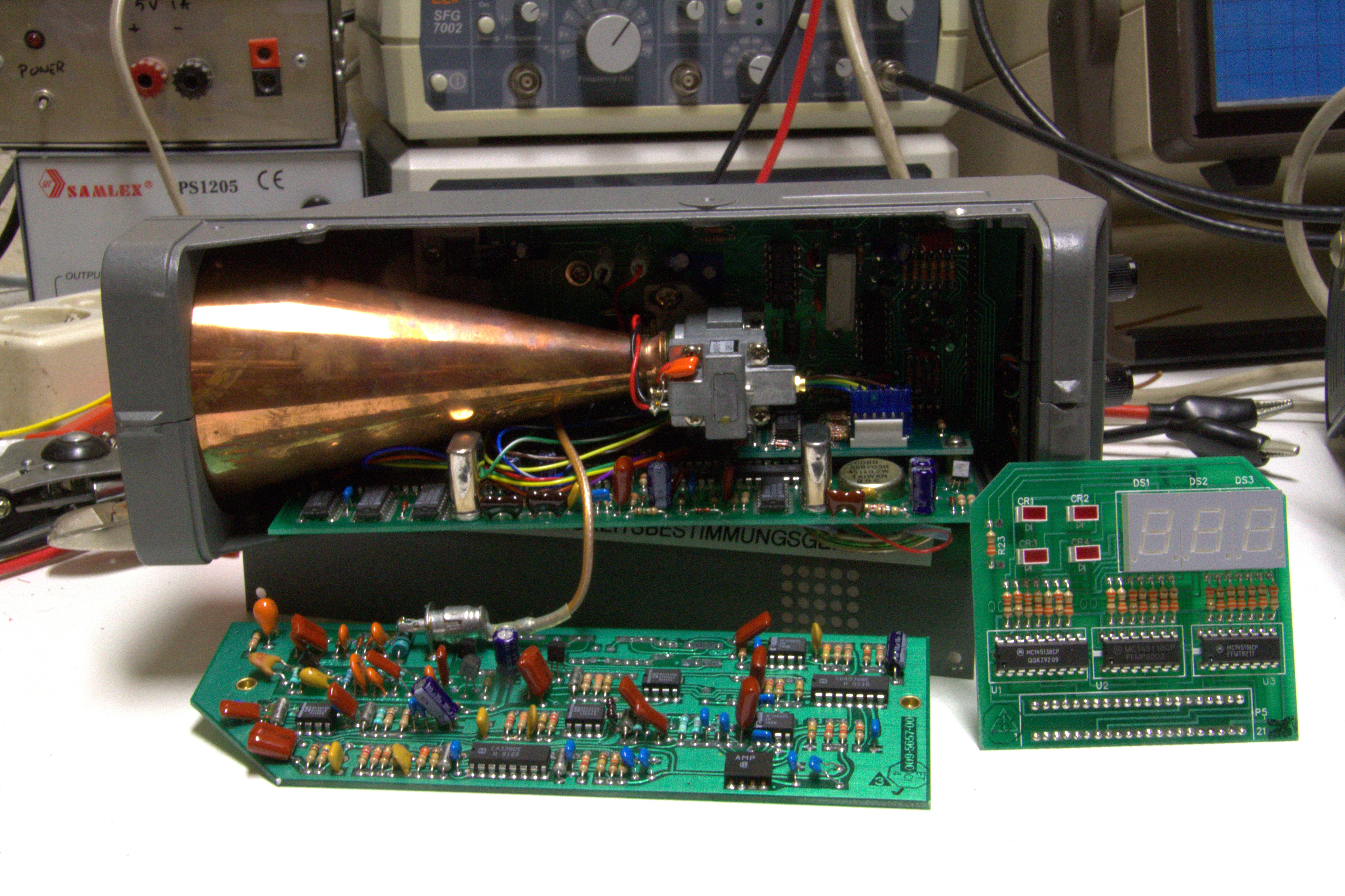
تركيب الرادار من الداخل, ويوجد على اليمين ثنائي قن يستعمل لتوليد موجات كهرومغناطيسية

أغلبية الرادارات المحمولة باليد تعمل بالبطارية.

### الحجم
يتعبر القيد الأساسي للرادار المحمول هو الحجم. ويجب مراعاه طول الهوائي ليغطي أكبر مساحة ممكنه ولإعطاء قراءات صحيحة. وفي الغالب يبلغ قطر الهوائي في الأجهزء المحمولة باليد حوالي 2 بوصة (حوالي 5.1 سم).

### المسافة
تعتبر المسافة القيد الثاني لإستخدام رادار الموجة المتصلة. فأجهزة قياس السرعة لها مدي معين يجب تحديده. وتحتاج أجهزة القياس إلي كاميرا في أغلب الأحيان بسبب وجود أكثر من جسم في مجال الرؤية. 

فيمكن توجيه رادار الموجة المتصلة على سيارة تبعد 100 ياردة ولكن يعطي قراءاه سرعة مركب آخري على بعد 1 ميل.

### البيئة
تعتبر البيئة من أهم القيود فيجب إخفاء جسم الرادار إما بين الأشجار أو على أحد الأغصان ويجب مراعاه أنه قد يكشف عن طريق الجو من الطائرات خاصه إذا كان هناك مطار قريب. 

ولكن يعتبر العنصر البشري هو أهم القيود فيجب تدريب المشغلين على الاستخدام الأمثل للجهاز.

## الكاميرا
يقوم الرادار بتشغيل الكاميرا لالتقاط عدة صور عندما يتجاوز كائن السرعة المسموح بها. ويتطلب صورتين لتحديد سرعة السيارة باستخدام علامات مسح الطريق.

## الأدوات الحديثة

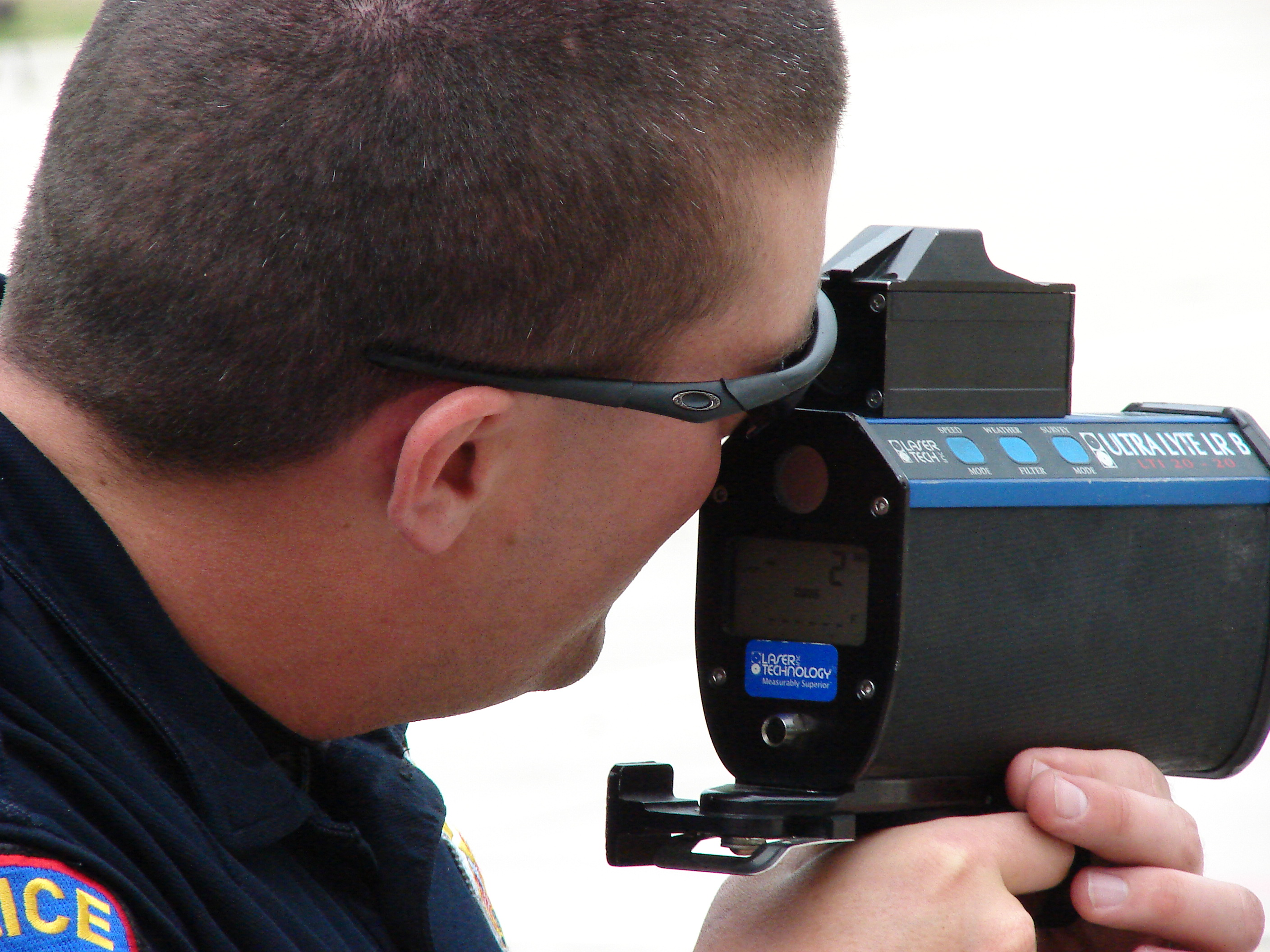
شرطي يستخدم مسدس رادار ليزري من طراز "LTI-20/20 ".

يتم تطوير رادارات تعمل بالليزر وتمتاز هذة الرادارات بصغر حجمها، كفائته العالية، وسهولة توجيهه.